# Katharina Schüller
Katharina Schüller (* 3. April 1977 in Rosenheim) ist eine deutsche Unternehmerin, Sachbuchautorin und Vorstandsmitglied der Deutschen Statistischen Gesellschaft. Sie ist Geschäftsführerin des Münchener Unternehmens Stat-Up, das nach eigenen Angaben auf Datenstrategie und Datenanalyse und die Vermittlung von Datenkompetenz sowie Datenethik spezialisiert ist.

## Leben
Katharina Schüller studierte Psychologie an der Technischen Universität Dresden und erwarb anschließend ein Diplom in Statistik an der Ludwig-Maximilians-Universität München. Sie gründete 2003 noch während des Studiums  die STAT-UP Statistical Consulting & Data Science Services, die sie seitdem als CEO leitet. Das Unternehmen unterstützt Entscheider in Unternehmen sowie Politik und Verwaltung dabei, Datenstrategien und Datenkompetenz aufzubauen sowie Datenanwendungen und Modelle zu entwickeln, um datenbasierte Entscheidungen mit Hilfe von Statistik, Künstlicher Intelligenz und Machine Learning zu treffen.
Schüller entwickelte eine Risikomodellierungssoftware für das Bundesinstitut für Risikobewertung. Dabei handelt es sich um den Prototyp eines Programms, das den Risikobewerter bei der Erstellung und Dokumentation quantitativer Risikomodelle unterstützt.
Von 2010 bis 2015 war sie jeden Donnerstag als Statistik-Expertin bei Deutschlandfunk Nova zu hören.
2020 initiierte sie die Entwicklung einer Data Literacy Charta unter Trägerschaft des Stifterverbands für die Deutsche Wissenschaft, die von mehr als 100 Vertretern aus Wirtschaft, Politik und Wissenschaft unterzeichnet wurde. Die IEEE Standards Association berief sie 2021 zur Leiterin einer internationalen Arbeitsgruppe, die einen globalen Standard für Data & AI Literacy entwickelt.
Schüller war außerdem an der Entwicklung der App Stadt, Land, DatenFluss des Deutschen Volkshochschulverbandes beteiligt. Diese wurde erstellt, um die Datenkompetenz der Bürger zu stärken, indem sie die Funktionsweise neuer datengestützter Technologien spielerisch erklärt.
Katharina Schüller ist Stipendiatin der Bayerischen Elite-Akademie und der Tagung der Nobelpreisträger in Lindau.

## Weitere Tätigkeiten
Seit August 2018 verfasst Katharina Schüller gemeinsam mit Thomas K. Bauer, Walter Krämer und Gerd Gigerenzer die Unstatistik des Monats. Die Aktion soll nach Aussage der Initiatoren „dazu beitragen, mit Daten und Fakten vernünftig umzugehen, in Zahlen gefasste Abbilder der Wirklichkeit korrekt zu interpretieren und eine immer komplexere Welt und Umwelt sinnvoller zu beschreiben“.
Seit September 2020 ist Katharina Schüller auch Mitglied im Vorstand der Deutschen Statistischen Gesellschaft. Seit November 2020 gehört sie als Vorsitzende dem Beirat der Fernuniversität Hagen an. Seit Oktober 2023 ist sie Mitglied des Hochschulrats der Universität Bayreuth.
Katharina Schüller ist Beiratsmitglied der Deutschen Bank und bei BurdaForward. Sie ist Mitglied des Kuratoriums der Bayerischen Elite-Akademie sowie zahlreicher Jurys, etwa für das Ministerium für Kultur und Wissenschaft des Landes Nordrhein-Westfalen und die Initiative D21.

## Privates
Katharina Schüller ist verheiratet und hat vier Kinder. Sie lebt in München.

## Auszeichnungen
- 2013 „Statistician Job of the Week“ im Internationalen Jahr der Statistik durch Statistics2013 und die American Statistical Association.[14]
- 2019 Wirtschaftspreis LaMonachia für Frauen in München, durch die Landeshauptstadt München.[15]
- 2019 „Vordenker“ durch das Handelsblatt und die Boston Consulting Group.[16]
- 2021 Digital Female Leader Award in der Kategorie IT-Tech.[17]

## Publikationen
- mit Hans-Joachim Mittag: Statistik: Eine interdisziplinäre Einführung mit interaktiven Elementen. 7. Auflage. Springer, Berlin / Heidelberg 2023, ISBN 978-3-662-68223-4, doi:10.1007/978-3-662-68224-1.
- mit Thomas Bauer, Gerd Gigerenzer und Walter Krämer: Grüne fahren SUV und Joggen macht unsterblich. Campus Verlag, Frankfurt am Main 2022, ISBN 978-3-446-47061-3.
- mit Marion Halfmann: Marketing Analytics. Springer, Berlin 2022, ISBN 978-3-658-33809-1.
- Datenkompetenz als zentraler Baustein einer Datenstrategie: Von der Vision zur Roadmap. Hanser, München 2021, ISBN 978-3-446-47061-3.
- Statistik und Intuition, Alltagsbeispiele kritisch hinterfragt. Springer Spektrum, Berlin/Heidelberg 2015, ISBN 978-3-662-47847-9.
- mit Thomas Armbrüster: Personalmanagement als Beruf. Helios, Berlin 2011, ISBN 978-3-942263-13-9.